# Rukh Lviv
Maillots
Actualités
Le Futbolny klub Rukh Lviv (en ukrainien : Футбольний клуб «Рух» Львів), plus couramment abrégé en Rukh Lviv, est un club ukrainien de football fondé en 2003 et basé dans la ville de Lviv.
Jusqu'en 2019, il est localisé dans la ville de Vynnyky.
Il évolue en première division ukrainienne depuis la saison 2020-2021.

## Histoire
Le club est fondé en 2003 dans la ville de Vynnyky à l'initiative de Myron Markevych, alors entraîneur du Karpaty Lviv et natif de la ville. Il démarre dans un premier temps en tant qu'équipe pour jeunes avant de former une équipe adulte à partir de 2009. L'équipe participe par la suite aux compétitions régionales de l'oblast de Lviv et remporte notamment le championnat local quatre fois de suite entre 2012 et 2015. En plus de ses performances régionales, le Rukh intègre également à partir de 2013 le championnat national amateur, qui constitue la quatrième division nationale, où il atteint systématiquement la phase finale entre 2013 et 2015, et remporte le titre de champion en 2014.
L'équipe finit par se professionnaliser en 2016 et intègre à cette occasion la troisième division ukrainienne pour la saison 2016-2017. Il termine par la suite deuxième du championnat, et décroche dans la foulée une nouvelle promotion au deuxième échelon.
Pour ses débuts en deuxième division, le Rukh parvient à se maintenir à la fin de l'exercice 2017-2018 en finissant septième avant de se classer onzième la saison suivante. Avant le début de l'exercice 2019-2020, le club annonce son déménagement dans la ville de Lviv. Cette même saison le voit par la suite finir deuxième du championnat et monter en première division, quatre ans après ses débuts professionnels.

## Bilan sportif

### Palmarès
| Compétitions nationales |
| --- |
| - Championnat d'Ukraine de deuxième division : - Vice-champion : 2019-20. - Championnat d'Ukraine de troisième division : - Vice-champion : 2016-17. |

### Bilan par saison
| Saison    | Championnat | Championnat | Championnat | Championnat | Championnat | Championnat | Championnat | Championnat | Championnat | Championnat | Coupe d'Ukraine     |
| Saison    | Division    | Pos         | Pts         | J           | V           | N           | D           | BP          | BC          | Diff        | Coupe d'Ukraine     |
| --------- | ----------- | ----------- | ----------- | ----------- | ----------- | ----------- | ----------- | ----------- | ----------- | ----------- | ------------------- |
| 2013      | 4e          | 2e          | 33          | 14          | 10          | 3           | 1           | 27          | 9           | +18         | —                   |
| 2014      | 4e          | 1er         | 26          | 12          | 8           | 2           | 2           | 22          | 10          | +12         | —                   |
| 2015      | 4e          | 1er         | 48          | 20          | 15          | 3           | 1           | 34          | 13          | +21         | —                   |
| 2016-2017 | 3e          | 2e          | 74          | 32          | 23          | 5           | 4           | 68          | 24          | +44         | 32es de finale      |
| 2017-2018 | 2e          | 7e          | 51          | 34          | 14          | 9           | 11          | 36          | 30          | +6          | 32es de finale      |
| 2018-2019 | 2e          | 11e         | 34          | 28          | 8           | 10          | 10          | 35          | 35          | 0           | 32es de finale      |
| 2019-2020 | 2e          | 2e          | 61          | 30          | 18          | 7           | 5           | 51          | 21          | +30         | Seizièmes de finale |
| 2020-2021 | 1re         | 10e         | 28          | 26          | 6           | 10          | 10          | 27          | 39          | -12         | Seizièmes de finale |
| 2021-2022 | 1re         | 11e         | 18          | 17          | 4           | 6           | 7           | 16          | 21          | -5          | Huitièmes de finale |
| 2022-2023 | 1re         | 11e         | 32          | 30          | 7           | 11          | 12          | 31          | 37          | -6          | —                   |

Légende
- Promotion en division supérieure.
- Relégation en division inférieure.

## Personnalités du club

### Présidents du club
- Hryhoriy Kozlovskyi

### Entraîneurs du club
- Roman Hdanskyi (2009 – 10 novembre 2016)
- Ruslan Mostovyi (10 novembre 2016 – 11 août 2017)
- Volodymyr Mazyar (11 août 2017 – 12 novembre 2017)
- Andriy Kikot (13 novembre 2017 – 9 septembre 2018)
- Yuriy Virt (26 septembre 2018 – 13 novembre 2018)
- Leonid Kuchuk (1er février 2019 – 10 décembre 2019)
- Yuriy Bakalov (14 décembre 2019 – 15 juin 2020)
- Ivan Fedyk (15 juin 2020 - 4 août 2021)
- Leonid Kuchuk (4 août 2021 - )